# 特勞登直美
特勞登直美（日语：トラウデン 直美，1999年4月21日—），是日本德裔模特、演员、主持人。出身于京都府。パール事务所，《CanCam》杂志专属模特。

## 经历
2012年，Miss Teen Japan中获得大奖。13岁作为杂志《CanCam》模特出道。
2017年，錄取慶應義塾大學法学部政治学系。
2018年4月起，成为Going!Sports&News周日版气象主播。

## 電視劇
- 不合適也要有個限度！ 第2集（2024年2月2日、TBS） - 飾 寺沢愛[4]
- Mountain Doctor（2024年7月8日 - 9月16日、關西電視台・富士電視台） - 飾 平早紀[5]
- 遺產偵探 第3集（2025年2月8日、日本電視台） - 飾 Sofie/ 本庄みゆき

## 家庭
父亲是京都大学教授德语的德国人，母亲是上智大学出身的日本人 。